# Кінманді (Іллінойс)
Кінманді (англ. Kinmundy) — місто (англ. city) в США, в окрузі Меріон штату Іллінойс. Населення — 733 особи (2020).

## Географія
Кінманді розташоване за координатами 38°46′20″ пн. ш. 88°51′12″ зх. д. / 38.77222° пн. ш. 88.85333° зх. д. (38.772127, -88.853423).  За даними Бюро перепису населення США в 2010 році місто мало площу 3,42 км², з яких 2,72 км² — суходіл та 0,70 км² — водойми.

## Демографія
Згідно з переписом 2010 року, у місті мешкало 796 осіб у 346 домогосподарствах у складі 224 родин. Густота населення становила 233 особи/км².  Було 378 помешкань (111/км²).
Расовий склад населення:
| - 99,4 % — білих - 0,3 % — азіатів |

До двох чи більше рас належало 0,3 %. Частка іспаномовних становила 1,1 % від усіх жителів.
За віковим діапазоном населення розподілялося таким чином: 22,4 % — особи молодші 18 років, 60,9 % — особи у віці 18—64 років, 16,7 % — особи у віці 65 років та старші. Медіана віку мешканця становила 41,0 року. На 100 осіб жіночої статі у місті припадало 93,7 чоловіків;  на 100 жінок у віці від 18 років та старших — 93,1 чоловіків також старших 18 років.
Середній дохід на одне домашнє господарство  становив 39 717 доларів США (медіана — 35 385), а середній дохід на одну сім'ю — 47 162 долари (медіана — 38 750). Медіана доходів становила 32 386 доларів для чоловіків та 26 979 доларів для жінок. За межею бідності перебувало 33,2 % осіб, у тому числі 49,5 % дітей у віці до 18 років та 17,1 % осіб у віці 65 років та старших.
Цивільне працевлаштоване населення становило 396 осіб. Основні галузі зайнятості: виробництво — 20,7 %, освіта, охорона здоров'я та соціальна допомога — 16,2 %, сільське господарство, лісництво, риболовля — 12,4 %, мистецтво, розваги та відпочинок — 10,6 %.